# Milagros González
Milagros Deyanira González Segovia (ur. 28 listopada 1986) – wenezuelska judoczka.
Uczestniczka mistrzostw świata w 2007. Startowała w Pucharze Świata w 2008 i 2013. Zajęła siódme miejsce na igrzyskach panamerykańskich w 2007. Wicemistrzyni igrzysk Ameryki Środkowej i Karaibów w 2006. Wygrała igrzyska boliwaryjskie w 2013 i druga w 2005 i 2017. Triumfatorka mistrzostw panamerykańskich w 2006 i 2013. Mistrzyni Ameryki Południowej w 2013 roku.